# Hemiptarsenus unguicellus
Hemiptarsenus unguicellus is een vliesvleugelig insect uit de familie Eulophidae. De wetenschappelijke naam is voor het eerst geldig gepubliceerd in 1838 door Zetterstedt.